# Estany de Monges
L'Estany de Monges és un llac que es troba en el terme municipal de la Vall de Boí, a la comarca de l'Alta Ribagorça, i dins del Parc Nacional d'Aigüestortes i Estany de Sant Maurici.

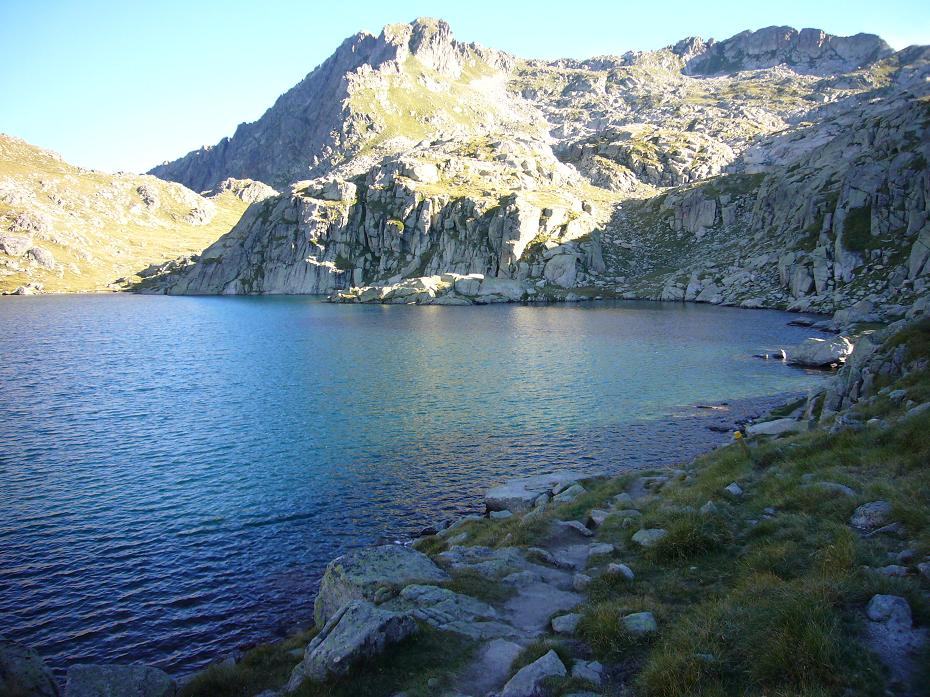
Montardo, Montardo Petit i Coret de Oelhacrestada vistos des de la riba oriental de l'Estany de Monges.

«El nom prové dels "monjos" i no de les "monges", com es podria pensar».
El llac, d'origen glacial, està situat a 2.418 metres d'altitud, a la Capçalera de Caldes i té una superfície de 15 hectàrees. Drena cap a l'Estany de Travessani (SSE).
Cal remarcar al seu voltant: el Tuc de Monges (O), el Coret d'Oelhacrestada (N), el Montardo (N), les Agulhes deth Pòrt (NE), l'Estany de Mangades (E) i l'Estany de Travessani (S).

## Rutes[4]
Destaquen tres camins per arribar al coll:
- Des del Refugi de la Restanca via Estanh deth Cap deth Pòrt i Coret d'Oelhacrestada. Aquest tram coincideix amb el GR 11.18, i també amb la ruta normal de l'etapa de la travessa Carros de Foc que uneix els refugis Joan Ventosa i Calvell i de la Restanca.
- Des del Refugi Joan Ventosa i Calvell hi ha quatre variants, depenent per quines ribes es voregin els diferents estanys del recorregut. La variant més habitual passa entre els estanys de Travessani i Clot, i per l'extrem sud de l'Estany de Monges. Aquesta ruta coincideix amb l'altre tram de l'etapa de la travessa Carros de Foc que uneix els dos refugis.
- Des del Port de Caldes hi a dues variants:
  - Pel sud de l'Estany del Port de Caldes i Coret d'Oelhacrestada, coincidint amb el GR 11.18.
  - Pel sud de l'Estany de Mangades.